# CLEC4M
CLEC4M (англ. C-type lectin domain family 4 member M, лектин С-типа домен семейство 4 член M; CD299), или L-SIGN,  — мембранный белок, лектин типа С. Продукт гена человека CLEC4M.

## Функции
Белок является мембранным белком 2-го типа. На 77% гомологичен белку CD209. Оба белка связывают белок клеточной адгезии ICAM-3 и вирусный белок HIV-1 gp120. Взаимодействие с HIV-1 gp120 повышает инфекцию вирусом T-лимфоцитов. Обнаружены множественные варианты белка из-за альтернативного сплайсинга. Ген CLEC4M находится на 19p13.3 в кластере с CD209 и CD23/FCER2.
Относится к рецепторам опознавания паттерна, участвует в периферийном иммунном ответе в печени. Может опосредовать эндоцитоз патогенов, ведущего к последующей деградации патогена в лизосомах. Рецептор ICAM3 и, возможно, маннозо-подобных углеводов.